# Acacia bakeri
Acacia bakeri, conocida como el madera de mármol, madera de mármol blanco, acacia de Baker o acacia de monte, es una de las acacias más grandes, que crece hasta 40 metros (43,7 yd) de altura. Es un árbol de bosque lluvioso de clímax de larga vida de Australia oriental. A diferencia de la mayoría de las acacias, no se requiere fuego para la germinación de las semillas. Este árbol se considera vulnerable a la extinción. Su hábitat anterior es el bosque lluvioso subtropical de tierras bajas, que fue en su mayoría despejado en los siglos XIX y XX.

## Descripción
El árbol se encuentra con alturas de 5 a 40 metros (5,5 a 43,7 yd), pero a menudo se encuentra con una altura de alrededor de 8 metros (8,7 yd) y tiene un hábito erguido a extendido. La corteza de color gris a marrón grisáceo está finamente fisurada o a veces lisa. Tiene ramitas teretes y glabras de color rojizo. Al igual que la mayoría de las Acacias, tiene filodos en lugar de hojas verdaderas. Los filodos perennes tienen una forma elíptica a anchamente elíptica y son rectos a ligeramente curvos con una longitud de 5 a 10 centímetros (2 a 3,9 plg) y un ancho de 15 a 50 milímetros (0,6 a 2 plg) y tienen tres a cuatro venas prominentes. Por lo general, florece en primavera y produce inflorescencias que aparecen solitarias en el eje del racimo. Las cabezas de flores esféricas tienen un diámetro de 3 a 5 milímetros (0,1 a 0,2 plg) y contienen de 15 a 30 flores de color amarillo pálido a crema. Las vainas de semillas firmemente papiráceas a finamente coriáceas que se forman después de la floración son rectas o curvadas y planas pero pueden estar constreñidas entre las semillas. Las vainas tienen una longitud de 5 a 6 centímetros (2 a 2,4 plg) y un ancho de 10 a 16 milímetros (0,4 a 0,6 plg) conteniendo semillas dispuestas longitudinalmente. Las semillas marrones oscuras, subrillantes, están aplanadas y tienen una forma oblonga a anchamente elíptica y una longitud de 6 a 10 milímetros (0,2 a 0,4 plg).

## Taxonomía
La especie fue descrita por primera vez por el botánico Joseph Maiden en 1896 como parte de la obra A giant Acacia from the Brunswick River publicada en las Proceedings of the Linnean Society of New South Wales. Fue reclasificado como Racosperma bakeri por Leslie Pedley en 1987 y luego transferido nuevamente al género Acacia en 2001.
El epíteto específico honra a Richard Thomas Baker, quien trabajó para el Museo Tecnológico de Sídney y recolectó el espécimen tipo.
Se cree que está aliado con Acacia binervata y forma parte de un grupo de especies estrechamente relacionadas con Acacia rothii.

## Distribución
El rango de distribución natural es desde Brunswick Heads y Mullumbimby en el noreste de Nueva Gales del Sur hasta alrededor del Burrum River en el Maryborough del sureste de Queensland  donde comúnmente forma parte del bosque esclerófilo húmedo de Eucalyptus y las comunidades de bosque lluvioso. Por lo general, crece en áreas de tierras bajas con suelos volcánicos y aluviales.